# Michel Schulz
Michel Schulz (* 7. September 1990) ist ein deutscher Schauspieler und Musiker.
Michel Schulz war in der Kinder- und Jugendfernsehserie Ein Fall für B.A.R.Z. in der Rolle des Ron Steiger zu sehen.
Außerdem spielte er früher in der Band Sollbruchstelle und nahm später einige Solotracks auf. Aktuell führt er die Gruppe What the Phunk an.